# アンガマン・バス
アンガマン・バス（英訳社名：Ungermann-Bass K.K.）は、かつて存在したアメリカ合衆国 Ungermann-Bass, Inc.の日本法人である。

## 概要
1983年（昭和58年）1月、Ungermann-Bass, Inc.の日本法人として、大嶋章禎（現在はアライドテレシスホールディングス代表取締役社長）によって設立。同社のイーサネットスイッチ、LANカード（NIC）等の輸入、国内販売を行っていた。
1988年には三菱商事との合弁でネットワンシステムズ株式会社を設立、1989年には松下電工（のちのパナソニック電工）との合弁で松下ネットワン株式会社（のちにパナソニックESネットワークスを経て、現・パナソニックEWネットワークス）を設立した。ネットワンシステムズ、松下ネットワンの社名は、Ungermann-Bass.Incが開発したルーティングプロトコル・UB Net/Oneに由来する。
1993年、UBネットワークス株式会社（英文社名：UB Networks k.k.）に社名変更。しかし、1997年に米UB Networks, Inc.がフランスの通信システム・装置メーカーであるアルカテル（現・アルカテル・ルーセント）に買収され、日本法人は清算、解散した。

## 沿革
- 1983年（昭和58年）1月 - アンガマン・バス株式会社を設立。
- 1988年（昭和63年）‐ 三菱商事との合弁でネットワンシステムズ株式会社を設立。
- 1989年（平成元年）- 松下電工（のちのパナソニック電工）との合弁で松下ネットワン株式会社（現・パナソニックESネットワークス）を設立。
- 1993年（平成5年）- UBネットワークス株式会社に社名変更。
- 1997年（平成9年）‐ 仏アルカテル（現・アルカテル・ルーセント）による親会社の買収に伴い、日本法人は清算され、解散。

## 技術
- UB Net/One（Ungermann-Bass Net/One）
  - Ungermann-Bass.Incの開発したルーティングプロトコル。エンドノードとXNSを使って通信し、helloパケットとpath-delayメトリックを用いる。通常のXNSノードとは異なる方法でXNSプロトコルを利用する。

- PC-NIUシリーズ
  - PCの拡張スロットに挿入するLANボード。PC-NIU発売当時のPCに使われていたCPUはi8086からi80286程度の処理能力が低いものであり、TCP/IPなどのLANプロトコルの処理をPC搭載のCPUで処理することによるアプリケーションの処理速度低下が著しかった。これを解決するためにPC-NIUではボード自体にi80286CPUを搭載し、LANプロトコルの処理を行わせていた。
  - CPUを搭載したことにより、PC-NIU自体の消費電力が大きくなり、拡張スロットの電源供給能力が低いNEC社製PC-9801シリーズではPC-NIUが2スロット分の電力を消費する結果となった。全てのスロットに拡張ボードを挿入して使用するためには、PC-NIUに別売りの外部電源ユニットを接続する必要があった。